# Догу Перінчек
Догу Перінчек (тур. Doğu Perinçek нар. 17 червня 1942 Газіантеп, Туреччина) — турецький проросійський політичний діяч, лідер партії «Батьківщина».

## Біографія
Народився 17 червня 1942 року в сім'ї Садика Перінчека та Лебібе Олджайту. Закінчив початкову школу Анкара Сарар, ліцей Ататюрка і старшу школу.
Вищу освіту здобув в університету Анкари, за дипломом юрист. Отримав докторський ступінь в Інституті Отто Зура.
21 березня 2008 року заарештований по справі «Ергенекон», засуджений на довічний термін під вартою. У 2014 році вирок скасовано.

## Політичні погляди
У 2005 році виступив у Швейцарії із заявою, в якій назвав «міжнародною брехнею» визначення масових винищень вірменів в Османській імперії в часи кінця Першої світової війни як геноцид, за що 2007 року був визнаний винним судом у Лозанні у расовій дискримінації і засуджений до штрафу. Політик оскаржив цей вирок, а після того, як його підтвердили апеляційний суд, а потім і Федеральний суд Швейцарії, звернувся до Європейського суду з прав людини, який у 2015 році визнав рішення Швейцарського суду порушенням права на свободу висловлювання.
24 березня 2023 року заявив, що визнає Крим та Донбас частиною Росії

## Особисте життя
Одружений. Четверо дітей. Доньки Зейнеп і Кіраз. Сини Джан і Мехмет.